# Kusazuri
Die Kusazuri (jap. 草摺) sind Rüstungsteile der japanischen Samurairüstung.

## Beschreibung
Die Kusazuri haben die Form eines Gürtels. In Abständen sind Teile von Plattenrüstung an dem Gürtel angebracht. Die Kusazuri werden um das untere Ende des Brustpanzers (Do) gebunden und am Rücken fixiert. Die Anzahl der Platten kann variieren. Je weniger Platten vorhanden sind, desto billiger war die Anschaffung der Kusazuri. Die einfachen Diener oder Soldaten trugen einen Kusazuri mit drei- oder vier Platten, höhere Samurai einen mit fünf- oder selten sechs Platten. Die einzelnen Platten sind mit Seidenbändern oder mit Kettenrüstung verbunden. Als Untergrund dient oft eine dicke Lage aus Stoff. Die Farbgebung und Gestaltung ist sehr unterschiedlich. Die Farbgebung wird meist der Farbgebung der übrigen Rüstung angepasst. Sie sind das Gegenstück zu den europäischen Tassetten.